# 지희
지희(1994년 ~)는 대한민국의 영화배우다. 2021년 9월 영화 《그 술집의 사정》으로 데뷔했다.

## 영화
- 그 술집의 사정 (2021) - 희정 역
- 첫경험의 날 (2021)
- 다 받아주는 콜센터 (2021)
- 내 여친은 에로배우 (2021)
- 아들아 이건 아니지 (2021)
- 자매사육 캠핑에서 생긴 일 (2021)
- 윤율의VIP미용실 (2021)
- 스토커 그녀의 은밀한 섹스 (2021)
- 달콤한 그녀의 맛 (2021) - 영주 역
- 그놈의 비밀섹스 (2021)
- 섹스 소녀14 (2021)